# Uroxys catharinensis
Uroxys catharinensis är en skalbaggsart som beskrevs av Vladimir Balthasar 1966. Uroxys catharinensis ingår i släktet Uroxys och familjen bladhorningar. Inga underarter finns listade i Catalogue of Life.